# Lachesana insensibilis
Lachesana insensibilis är en spindelart som beskrevs av Rudy Jocqué 1991. Lachesana insensibilis ingår i släktet Lachesana och familjen Zodariidae.
Artens utbredningsområde är Saudiarabien. Inga underarter finns listade i Catalogue of Life.